# Lars Nielsen
Lars Nielsen, né le 3 novembre 1960 à Copenhague, est un rameur d'aviron danois.

## Palmarès
En 1981, Lars Nielsen, Ole Jørgensen et Niels Jørgensen ont remporté la médaille d'argent en deux de pointe lors du Senior's Match, une compétition qui précède les Championnats du monde des moins de 23 ans. Les trois Danois ont également participé aux Championnats du monde de Munich, où ils ont pris la huitième place. En 1982, les trois rameurs ont participé à la rencontre senior en huit et ont remporté le titre.

### Jeux olympiques
- 1984 à Los Angeles
  -  Médaille de bronze en quatre sans barreur[2]